# Bergsjön (Ströms socken, Jämtland)
Bergsjön är en sjö i Strömsunds kommun i Jämtland och ingår i Ångermanälvens huvudavrinningsområde. Sjön har en area på 0,0555 kvadratkilometer och ligger 551,8 meter över havet. Sjön avvattnas av vattendraget Bergsjöbäcken.

## Delavrinningsområde
Bergsjön ingår i det delavrinningsområde (713959-146049) som SMHI kallar för Mynnar i Gärdsjön. Medelhöjden är 511 meter över havet och ytan är 10,88 kvadratkilometer. Det finns inga avrinningsområden uppströms utan avrinningsområdet är högsta punkten. Bergsjöbäcken som avvattnar avrinningsområdet har biflödesordning 4, vilket innebär att vattnet flödar genom totalt 4 vattendrag innan det når havet efter 262 kilometer. Avrinningsområdet består mestadels av skog (95 procent). Avrinningsområdet har 0,26 kvadratkilometer vattenytor vilket ger det en sjöprocent på 2,4 procent.